# Kristina Uzunova
Kristina Uzunova (in bulgaro Кристина Узунова?; Sofia, 22 novembre 1968) è un'ex cestista bulgara.

## Carriera
Con la Bulgaria ha disputato i Campionati europei del 1987.